# Pays d’Othe

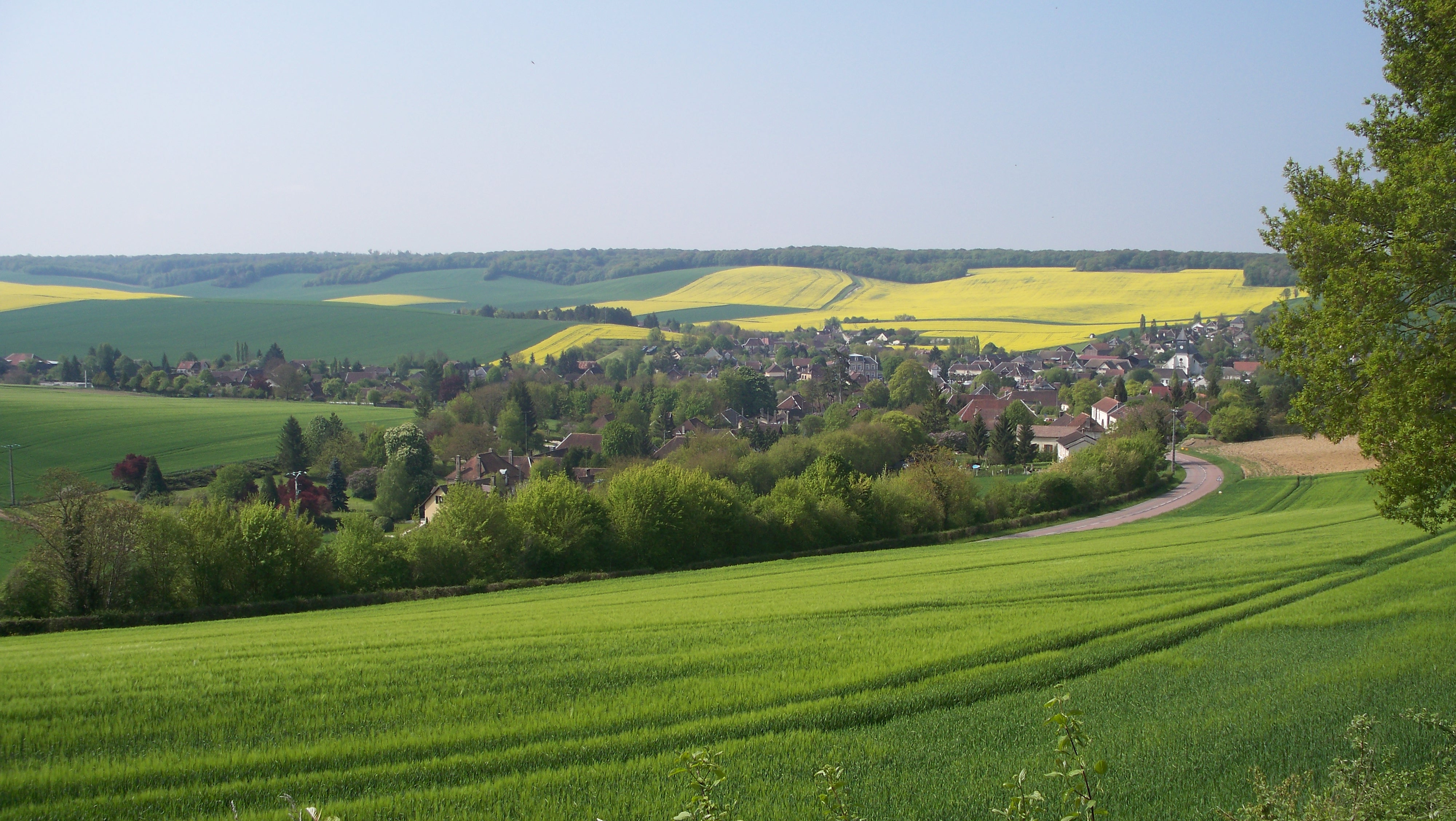
Widok na wieś Vauchassis, we wschodniej części Pays d'Othe

Pays d’Othe – region geograficzny we Francji, na terenie Basenu Paryskiego, na pograniczu regionów administracyjnych Grand Est (departament Aube) i Burgundia-Franche-Comté (departament Yonne).
Głównymi miejscowościami Pays d’Othe są Aix-en-Othe oraz Estissac, główną rzeką – Vanne, płynąca wzdłuż północnej granicy regionu. Pays d’Othe zamieszkany jest przez nieco ponad 11 000 mieszkańców.
Region ma charakter pagórkowaty, dużą jego część zajmuje las Forêt d’Othe, pozostały obszar wykorzystywany jest rolniczo.
Produktem, z którego słynie Pays d’Othe jest cydr.